# Someswarapuram
Someswarapuram oder Somanathapuram (Tamil: சொமேஸ்வரபுரம்) ist ein Dorf im  Distrikt Thanjavur in der Mitte des indischen Bundesstaats Tamil Nadu und liegt etwa 200 km nordöstlich von Madurai. Der Ort ist bekannt durch eine im Jahre 2007 veröffentlichte Ethnografie „über Dorf, Kaste und Ritual in Südindien“ des Ethnologen Daniel Münster.

## Bevölkerung
Zum Zeitpunkt der Dorfstudien Münsters bestand Someswarapuram aus 365 Häusern und hatte 1094 Einwohner – 589 weibliche sowie 505 männliche – von denen 860 volljährig waren. 